# ماشین جین منسفیلد
ماشین جین منسفیلد (به انگلیسی: Jayne Mansfield's Car) فیلمی محصول سال ۲۰۱۲ و به کارگردانی بیلی باب تورنتون است. در این فیلم بازیگرانی همچون رابرت دووال، جان هرت، بیلی باب تورنتون، کوین بیکن، رابرت پاتریک، ری استیونسون، کاترین لاناسا، فرانسیس اوکانر، مارشال آلمن، شاونی اسمیت، جان پاتریک آمه‌دوری، ران وایت، ایرما پی. هال و تیپی هدرن ایفای نقش کرده‌اند.